# Pampus argenteus

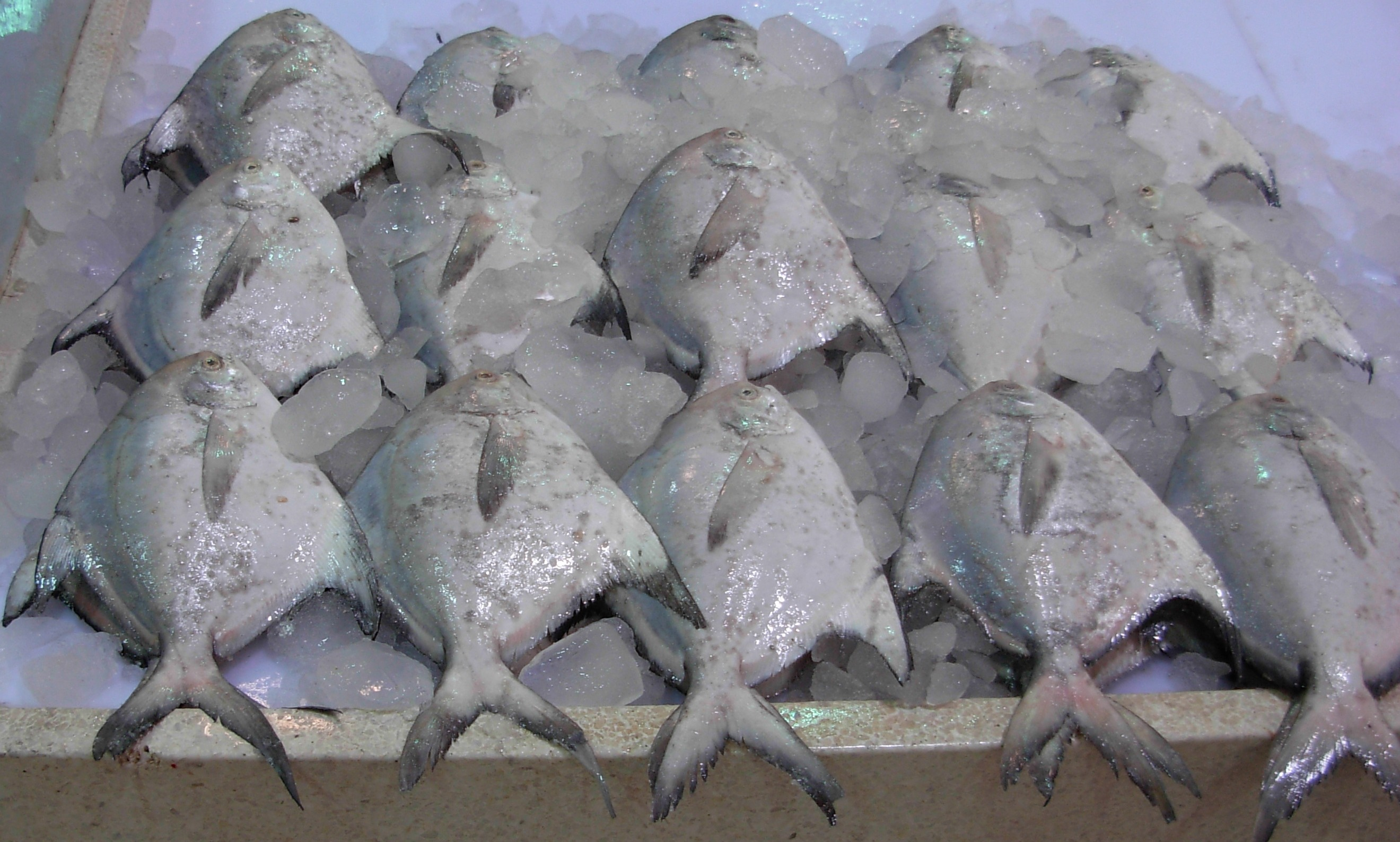
Pampus argenteus

Pampus argenteus és una espècie de peix marí pertanyent a la família dels estromatèids i a l'ordre dels perciformes.

## Descripció
Fa 60 cm de llargària màxima, tot i que el més normal és que en faci 30. Cos ferm, oval, comprimit i de color gris al dors (esfumant-se gradualment cap al ventre) i amb petits punts negres per tot el cos. Aletes lleugerament grogues. Aletes verticals amb les vores fosques. Aleta dorsal amb cap espina i 37-43 radis tous. 34-37 vèrtebres. Absència d'opercle. L'obertura branquial es redueix a una mena d'esquerda vertical als costats del cos. Membrana branquial unida a l'istme. Aletes dorsal i anal precedides per un reguitzell de 5-10 espines. Absència d'aletes pelvianes. Aleta caudal força bifurcada i amb el lòbul inferior més allargat que el superior.

## Reproducció
Les poblacions occidentals fresen des de finals de l'hivern fins a l'estiu, amb pics des de l'abril fins al juny.

## Alimentació
Els adults es nodreixen de ctenòfors, peixos, meduses i zooplàncton, i el seu nivell tròfic és de 3,18.

## Paràsits
Pot ésser parasitat pels següents ectoparàsits: Bomolochus triceros (Bassett-Smith, 1898), Caligus multispinosus (Shen, 1957), Diphyllogaster aliuncus (Rangnekar, 1955), Lernaea cyprinacea (Linnaeus, 1758), Nothobomolochus triceros (Bassett-Smith, 1898), Naricolax insolitus (Ho & Lin, 2003) i Caligus pampi (Ho & Lin, 2002).

## Hàbitat i distribució geogràfica
És un peix marí i litoral sobre fons fangosos (forma bancs associat a altres espècies dels gèneres Nemipterus i Leiognathus), bentopelàgic (entre 5 i 110 m de fondària), oceanòdrom i de clima subtropical (46°N-10°S, 47°E-142°E), el qual viu a la conca Indo-Pacífica occidental (des de Kuwait i el golf Pèrsic fins a Indonèsia, la península de Corea i el nord de Hokkaido -el Japó-, incloent-hi la mar d'Aràbia, el golf d'Oman, Bangladesh, l'Índia, la badia de Bengala, la mar d'Andaman, Sri Lanka, l'oceà Índic, Malàisia, el mar de Banda, les illes Filipines, el golf de Ragay, la mar de Sulu, la mar de Cèlebes, el golf de Siam, Tailàndia, Cambodja, el Vietnam, Taiwan -incloent-hi les illes Pescadors-, la Xina -incloent-hi Hong Kong-, el mar de la Xina Meridional, la mar de la Xina Oriental, la mar Groga, l'oceà Pacífic, però sense arribar a Australàsia). N'hi ha registres de captures a la mar Adriàtica, Hawaii i l'Atlàntic nord-oriental.

## Observacions
És inofensiu per als humans, venut fresc als mercats locals o congelat amb destinació als centres urbans, utilitzat en la medicina tradicional xinesa i el seu índex de vulnerabilitat és moderat (41 de 100).